# Strawbs (album)
Strawbs è un il primo album ufficiale degli Strawbs, pubblicato dalla A&M Records nel 1969. In precedenza, era stato inciso un lavoro dal titolo Sampler, un demo stampato in 100 copie.

## Tracce
Lato A
1. The Man Who Called Himself Jesus – 3:53 (Dave Cousins)
2. That Which Once Was Mine – 2:49 (Dave Cousins)
3. All the Little Ladies – 2:18 (Dave Cousins, Tony Hooper)
4. Pieces of 79 and 15 – 3:00 (Dave Cousins, Tony Hooper)
5. Tell Me What You See in Me – 5:01 (Dave Cousins)
6. Oh How She Changed – 2:54 (Dave Cousins, Tony Hooper)

Lato B
1. Or Am I Dreaming? – 2:25 (Dave Cousins)
2. Where Is This Dream of Your Youth? – 3:06 (Dave Cousins)
3. Poor Jimmy Wilson – 2:37 (Dave Cousins)
4. Where Am I? / I'll Show You Where to Sleep – 3:27 (Dave Cousins)
5. The Battle – 6:34 (Dave Cousins)

Edizione CD del 2008, pubblicato dalla A&M Records
1. The Man Who Called Himself Jesus – 3:53 (Dave Cousins)
2. That Which Once Was Mine – 2:49 (Dave Cousins)
3. All the Little Ladies – 2:18 (Dave Cousins, Tony Hooper)
4. Pieces of 79 and 15 – 3:00 (Dave Cousins, Tony Hooper)
5. Tell Me What You See in Me – 5:01 (Dave Cousins)
6. Oh How She Changed – 2:54 (Dave Cousins, Tony Hooper)
7. Or Am I Dreaming? – 2:25 (Dave Cousins)
8. Where Is This Dream of Your Youth? – 3:06 (Dave Cousins)
9. Poor Jimmy Wilson – 2:37 (Dave Cousins)
10. Where Am I / I'll Show You Where to Sleep – 3:27 (Dave Cousins)
11. The Battle – 6:34 (Dave Cousins)
12. Interview / That Which Once Was Mine – 3:41 (Dave Cousins) – Bonus Track
13. Poor Jimmy Wilson – 2:28 (Dave Cousins) – Bonus Track
14. The Battle – 6:09 (Dave Cousins) – Bonus Track[2]

- Brani Bonus Track - 12, 13 e 14 registrati il 12 gennaio 1969 nel programma radiofonico della BBC Top Gear di John Peel

## Musicisti
- Dave Cousins - chitarra, voce
- Tony Hooper - chitarra, voce
- Ron Chesterman - basso

Musicisti aggiunti
- Tony Visconti - musical vibrations (brani: A2, A4, A6, B1, B3, B4, B5 e B6)
- Rick Wakeman - tastiere (brano CD : 14)
- Ronnie Verrall - snare
- John Paul Jones - ?
- Richard Wilson - ?
- Lionel Ross - ?
- Tom Browne - ?
- Alan Hawkshaw - ?
- Terry Browne - ?
- Nosrati and His Arab Friends - ?[3]